# Imiut

Imiut

| Z11 | G43 | t · Aa2 |

| Z11 | G43 | t · Aa2 |

Imiut (v překladu „ten, který je v ´ut´“) je staroegyptský posvátný předmět ne zcela jasného významu, jehož výskyt je doložen od doby 1. dynastie. Zobrazuje bezhlavou zvířecí kůži zavěšenou na svislé tyči. Může být znázorněn také jako mumie se šakalí hlavou. Původně se objevoval výhradně v souvislosti s královským ceremoniálem (např. oslavy svátku sed), od doby Nové říše se objevuje i na vyobrazeních v soukromých hrobech v pohřebních a podsvětních souvislostech. Nejpozději od počátku Staré říše byl spojován s bohem Anupem.